# Marco Tullio Giordana
Marco Tullio Giordana (Milà, 1 d'octubre de 1950) és un director de cinema i guionista italià.

## Biografia
La seva incursió al cinema va tenir lloc a finals els anys 70, col·laborant en el guió del documental Forza Italia! (1977) de Roberto Faenza. Dos anys després, va debutar com a director amb el llargmetratge Maledetti vi amerò (1979), que es va presentar en el Festival de Cannes i que va guanyar el Lleopard d'Or en el Festival Internacional de Cinema de Locarno.
En 1981 va dirigir la pel·lícula La caduta degli angeli ribelli, presentada en la Mostra de Venècia, i en la qual, com en el seu anterior treball, els terroristes tenen el protagonisme. En 1984 va adaptar per a la televisió la novel·la de Carlo Castellaneta, Notti e nebbie, que tracta la vida d'un feixista establert a Milà en la decadència de la República de Saló.
Tres anys més tard va tornar a dirigir una nova pel·lícula amb Appuntamento a Liverpool (1987), l'obra narra la tragèdia de Heysel, quan el 29 de maig de 1985, incidents provocats per seguidors del Liverpool en els moments previs la final de la Copa d'Europa de Futbol que va enfrontar en Brussel·les a l'equip britànic amb la Juventus de Torí, van causar la mort de 39 persones, dels quals 32 eren italians.
En 1991 participa en la pel·lícula col·lectiva La domenica specialmente, dividit en quatre episodis. Giordana, va dirigir el titulat El fuoco nieve sul, inspirat per la història de Tonino Guerra. Els altres episodis van ser dirigits per Giuseppe Tornatore, Giuseppe Bertolucci i Francesco Barilli. En 1995 va tornar a dirigir una altra pel·lícula sobre la història d'Itàlia, amb Pasolini, un delitto italiano.
En 1996 participa juntament amb els directors de Gianni Amelio, Marco Risi, Alessandro D'Alatri i Mario Martone en el projecte de la RAI i UNICEF, Oltre la infanzia - Cinque registre d'UNICEF. El 2000 va tornar a la Mostra de Venècia amb I cento passi, per la qual rep el premi al millor guió. La pel·lícules tracta sobre la vida i la mort del periodista sicilià Peppino Impastato, un famós activista contra la màfia.
En 2003 va dirigir la pel·lícula de televisió La meglio gioventù. Es va presentar al Festival de Cannes de 2003 on va guanyar el premi Un Certain Regard. Al principi es va planejar com una minisèrie en quatre parts. La pel·lícula es va projectar a les sales italianes en dues parts de tres hores amb 230 000 entrades venudes. Rai Uno va emetre una versió en quatre parts de 90 minuts en 2003, aconseguint una audiència mitjana de sis milions i mig d'espectadors. El 2004, Giordana fue reconocido con el premio del público en el Festival Internacional de Cine de Seattle.
En 2005 va presentar una nova pel·lícula en competició al Festival de Canes, Quando sei nato non puoi più nasconderti.
EEn 2007 va dirigir el telefilme de dos episodis Sanguepazzo, amb Monica Bellucci, Lucca Zingaretti i Alessio Boni, un dels seus actors fetitxe. La pel·lícula conta la tràgica història d'Osvaldo Valenti i Luisa Ferida, una parella d'actors que van tenir un gran èxit durant els anys de la Itàlia feixista i que van morir executats pels partisans al final de la II Guerra Mundial.
En 2011 va realitzar la pel·lícula Romanzo di una strage sobre la famosa massacre de Piazza Fontana, un atemptat terrorista que va tenir lloc el 12 de desembre de 1969, contra les oficines centrals de la Banca Nazionale dell'Agricoltura, situada en la plaça d'aquell nom, a la ciutat italiana de Milà. A conseqüència d'aquest, 17 persones van morir i unes altres 88 van resultar ferides.

## Filmografia com a director
- Maledetti vi amerò (1979)
- La caduta degli angeli ribelli (1981)
- Notti e nebbie (1984)
- Appuntamento a Liverpool (1988)
- La domenica specialmente (1991)
- L'unico paese al mondo (1994)
- Pasolini, un delitto italiano (1995)
- I cento passi (2000)
- La meglio gioventù (2003)
- Quando sei nato non puoi più nasconderti (2005)
- Sanguepazzo (2008)
- Romanzo di una strage (2011)
- Lea (2017)
- Due soldati (2018)
- Nom de dona (2018)
- Yara (2021)
- La vita accanto (2024)

## Premis i distincions
Festival Internacional de Cinema de Canes
| Any  | Categoria               | Pel·lícula         | Resultat  |
| ---- | ----------------------- | ------------------ | --------- |
| 2003 | Premi Un Certain Regard | La meglio gioventù | Guanyador |
| 2008 | Premi François Chalais  | Sanguepazzo        | Guanyador |

- David di Donatello 2001 - Millor guió per I cento passi
- David di Donatello 2004 - Millor pel·lícula per La meglio gioventù
- David di Donatello 2004 - Millor director per La meglio gioventù
- Nastri d'argento 2001 - Millor guió per I cento passi
- Nastri d'argento 2004 - Millor director per La meglio gioventù
- Globo d'oro 2001 - Premio della stampa estera per I cento passi
- Globo d'oro 2004 - Millor director per La meglio gioventù
- Globo d'oro 2005 - Millor pel·lícula per Quando sei nato non puoi più nasconderti
- Ciak d'oro 2004 - Millor director per La meglio gioventù[9]
- Festival di Venezia 2000 - Millor guió per I cento passi
- Festival Internacional de Cinema de Locarno 1980 - Pardo d'oro per Maledetti vi amerò